# EFREI Paris
EFREI Paris, antigament l'École française d'électronique et d'informatique, és una escola privada d'enginyeria francesa situada a Villejuif, Illa de França, al sud de París. Els seus cursos, especialitzats en tecnologia de la informació i gestió, s'imparteixen amb el suport de l'estat. EFREI va ser fundada l'any 1936 com a École Française de Radioélectricité. El màster de dos anys ofereix 12 especialitats: Sistemes d'Informació i Cloud Computing, Business Intelligence, Enginyeria de programari, Seguretat SI, Imatge i Realitat Virtual, IT per a Finances, Bioinformàtica, Big Data, Aviònica i Espai (sistemes encastats), Intel·ligent. Sistemes i Robòtica, Noves Energies i Sistemes Intel·ligents, Xarxa i Virtualització.

## Graduats famosos
- Pol Pot, polític cambotjà que va néixer a Prek Sbauw (Província de Kompong Thon) el 19 de maig de 1928